# بربيت سلادني
بربيت سلادني (الاسم العلمي: Gymnobucco sladeni) (بالإنجليزية: Sladen's Barbet)‏ هو نوع من الطيور يتبع جنس البربيت العاري من الفصيلة البربيتية.